# Cyclopropaancarbonzuur
Cyclopropaancarbonzuur is een carbonzuur met als brutoformule C4H6O2. De stof komt voor als een heldere, kleurloze tot lichtgele vloeistof met een onaangename geur.

## Synthese
Cyclopropaancarbonzuur kan bereid worden uitgaande van γ-chloorbutyronitril, dat met natriumhydroxide wordt omgezet tot cyclopropylcyanide, gevolgd door hydrolyse van deze verbinding.
Een tweede mogelijkheid is de omestering van een ester van cyclopropaancarbonzuur met een ander carbonzuur. De katalysator is een alkylbenzeensulfonzuur. De hydrolyse van dergelijke ester levert eveneens (na afwerking in zuur midden) cyclopropaancarbonzuur.

## Toepassing
Cyclopropaancarbonzuur is een bouwsteen voor de synthese van andere organische verbindingen, waaronder geneesmiddelen en landbouwchemicaliën. Voorbeelden zijn cyclopropylmethylketon, broomcyclopropaan en cyclopropylcarbinol, dat verder kan omgezet worden tot cyclobutanol en cyclobuteen.